# Butch Walker
Butch Walker est un auteur-compositeur-interprète, musicien et producteur américain né le 14 novembre 1969 à Rome, en Géorgie. Il est le guitariste du groupe de glam metal SouthGang de la fin des années 1980 au début des années 1990, ainsi que le chanteur et guitariste du groupe de rock Marvelous 3 de 1997 à 2001. Il a également produit des artistes tels que P!nk, Avril Lavigne, Weezer ou encore Fall Out Boy.

## Discographie

### albums studio
- 2002: Left of Self-Centered
- 2004: Letters
- 2006: The Rise and Fall of Butch Walker and the Let's-Go-Out-Tonites
- 2008: Sycamore Meadows
- 2010: I Liked It Better When You Had No Heart
- 2011: The Spade
- 2015: Afraid of Ghosts
- 2016: Stay Gold

### albums live
- 2004: This Is Me... Justified and Stripped
- 2005: Acoustic: Live in Atlanta
- 2008: Leavin' the Game on Luckie Street

### en tant que producteur
- Marvelous 3 – Math and Other Problems (1997)
- Marvelous 3 – Hey! Album (1998)
- Marvelous 3 – Ready, Sex, Go (2000)
- Injected – Burn It Black (2002)
- Bowling for Soup – Drunk Enough to Dance (2002)
- SR-71 – Tomorrow (2002)
- Pete Yorn – Day I Forgot (2003)
- Gob – Foot in Mouth Disease (2003)
- Default – Elocation (2003)
- Sevendust – Seasons (2003)
- Avril Lavigne – Under My Skin (2004)
- Simple Plan – Still Not Getting Any... (2004)
- Midtown – Forget What You Know (2004)
- The Donnas – Gold Medal (2004)
- American Hi-Fi – Hearts on Parade (2005)
- Lindsay Lohan – A Little More Personal (2005)
- Wakefield – Which Side Are You On? (2005)
- The Bronx - The Bronx (2006)
- Pink – I'm Not Dead (2006)
- PUFFY – Splurge (2006)
- Family Force 5 – Business Up Front/Party in the Back (2006)
- Pete Yorn – Nightcrawler (2006)
- Quietdrive – When All That's Left Is You (2006)
- Rock Star Supernova – Rock Star Supernova (2006)
- Bowling for Soup – The Great Burrito Extortion Case (2006)
- Avril Lavigne – The Best Damn Thing (2007)
- The Academy Is... – Santi (2007)
- The Honorary Title – Scream & Light Up the Sky (2007)
- Hot Hot Heat – Happiness Ltd. (2007)
- PUFFY – Honeycreeper (2007)
- The Automatic – This Is a Fix (2008)
- Katy Perry – One of the Boys (2008)
- Pink – Funhouse (2008)
- The Films – Oh, Scorpio! (2009)
- Secondhand Serenade – A Twist in My Story (2009)
- PUFFY – Bring It! (2009)
- All Time Low – Nothing Personal (2009)
- Weezer – Raditude (2009)
- Saosin – In Search of Solid Ground (2009)
- Plastiscines – About Love (2009)
- Dashboard Confessional – Alter the Ending (2009)
- Never Shout Never – What Is Love (2010)
- The Maine – Black & White (2010)
- Avril Lavigne – Goodbye Lullaby (2011)
- Panic! at the Disco – Vices and Virtues (2011)
- The Wombats – This Modern Glitch (2011)
- Gavin DeGraw – Sweeter (2011)
- Ida Maria – Katla (2011)
- Gin Wigmore – Gravel & Wine (2011)
- Lit – The View from the Bottom (2012)
- Pink – The Truth About Love (2012)
- Taylor Swift – Red (2012)
- Fall Out Boy – Save Rock and Roll (2013)
- Panic! at the Disco – Too Weird to Live, Too Rare to Die! (2013)
- Keith Urban – Fuse (2013)
- Frank Turner – Positive Songs for Negative People (2015)
- Brian Fallon – Painkillers (2016)
- Carly Rae Jepsen - Everywhere You Look (2016)
- Suzanne Santo - Ruby Red (2017)
- Weezer - Pacific Daydream (2017)
- Fall Out Boy - M A N I A (2018)